# Fiat 527
El modelo Fiat 527 (también conocido como Fiat Ardita 2500) fue un vehículo de pasajeros con motor de seis cilindros producido por la compañía italiana Fiat entre 1934 y 1936. El Fiat 527 fue una versión más potente y más lujosa del modelo de cuatro cilindros 518 Ardita. Se construyó en una única longitud total de chasis, con una distancia entre ejes de 3170 mm. A diferencia del Ardita 518, de cuatro cilindros, el Fiat 527 no se comercializó fuera de Italia. Del modelo se produjeron aproximadamente unas 1.000 unidades. 

## Motores
| Modelo | Año     | Motor        | Cubicaje | Potencia | Combustible |
| ------ | ------- | ------------ | -------- | -------- | ----------- |
| 2500   | 1934-36 | L6 sidevalve | 2516 cc  | 52 hp    | carburador  |
| 2500 S | 1934-36 | L6 sidevalve | 2516 cc  | 60 hp    | carburador  |

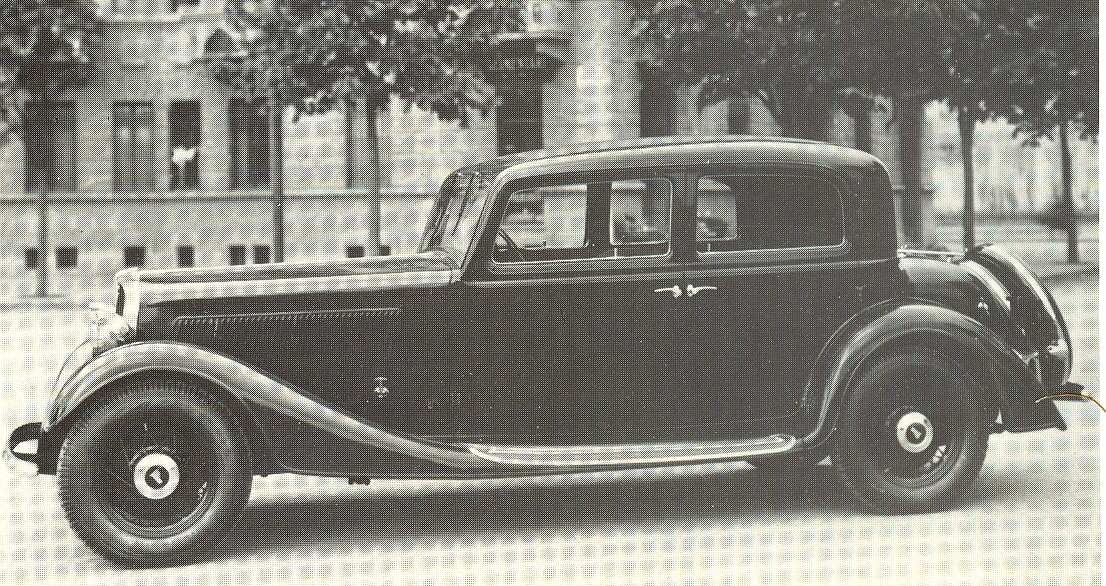
Fiat Ardita 2500 Sport (también modelo 527 S)

- Datos: Q747433
- Multimedia: Fiat 527 / Q747433